# Timothy West
Timothy West, teljes születési nevén Timothy Lancaster West (Bradford, 1934. október 20. – 2024. november 12.) angol színpadi, film- és televíziós karakterszínész, rádiós és televíziós moderátor, műsorszerkesztő és producer, számos klasszikus színpadi előadás és tévésorozat szereplője. A Brit Birodalom Rendje parancsnoki osztályának (CBE) birtokosa.

## Élete

### Származása, pályakezdése
Lockwood West (1905–1989) színész és Olive Carleton-Crowe egyetlen gyermekeként született. A Harrow on the Hill-i elemi iskolába, majd egy bristoli gimnáziumba járt, itt Julian Glover osztálytársa volt. A londoni Regent Street Polytechnic műszaki főiskolán (a mai Westminsteri Egyetemen) szerzett oklevelet. Kezdetben egy irodabútorokat forgalmazó cégnél dolgozott, mint műszaki felmérő. 1956-ban helyettes színpadmesteri állást kapott a londoni Wimbledon Színházban.

### Színészi pályája
Az 1950-es évek végén a Royal Shakespeare Company tagja lett. Szerepelt az Athéni Timonban és A velencei kalmárban. 1980–1981 között a billinghami színház művészeti vezetője volt. 1982-ben néhány hónapon át a Nyugat-Ausztráliai Egyetem (University of Western Australia) igazgatójaként dolgozott.
1961-től filmszerepeket is vállalt, először csak tévésorozatokban. Hamarosan kiderült, hogy kiváló karakterszínész, képes expresszív, robusztus típusok megjelenítésére. Több jelentős történelmi vezető személyiséget alakított, köztük Winston Churchillt, Mihail Gorbacsovot vagy Vespasianus császárt. Az Edward the Seventh című 1975-ös angol tévésorozatban West játszotta a címszereplőt, VII. Eduárd királyt. Fred Zinnemann 1973-as A Sakál napja c. politikai kalandfilmjében Berthier rendőrfőnököt alakította. Az 1982-es Twist Olivér filmben ő volt Mr. Bumble. Az 1998-as Örökkön-örökké c. romantikus amerikai mesefilmben ő testesítette meg I. Ferenc francia királyt. Kiemelkedő drámai alakítást nyújtott Luc Besson rendező 1999-es Jeanne d’Arc – Az orléans-i szűz c. történelmi filmjében, mint Pierre Cauchon, Beauvais püspöke, Johanna elítélésének és kivégzésének fő szószólója.
Színpadi színészi teljesítményének elismeréseképpen 1984-ben a Brit Birodalom Rendje parancsnoki osztályával (CBE) tüntették ki. A 2000-es évektől West a Londoni Zenei és Drámai Akadémián (LAMDA) dolgozik.

### Magánélete
West eddig (2021) kétszer nősült meg. Első, rövid házasságát Jacqueline Boyer-val kötötte az 1950-es évek végén. Ebből a házasságból született leánya, Juliet. 1962-ben West feleségül vette Prunella Scales színésznőt, akitől két fia született, Joseph West és Samuel West, utóbbi a szüleihez hasonlóan színművész lett. Az 1975-ös Edward the Seventh tévésorozatban a két fiú, Joseph és Samuel a királyt játszó apjuk filmbéli gyermekeit alakították.

## Főbb filmszerepei
- 1966: Public Eye, tévésorozat; rendőr őrmester
- 1967: Ébresztő a halottnak (The Deadly Affair); Matrevis
- 1968: Twisted Nerve; Dakin főfelügyelő
- 1969: Szellemes nyomozók (Randall and Hopkirk (Deceased)), tévésorozat; Sam Grimes
- 1970: Tükörútvesztő (The Looking Glass War); Taylor
- 1971: Cárok végnapjai (Nicholas and Alexandra); Dr. Botkin
- 1973: Hitler: The Last Ten Days; Gebhardt professzor
- 1973: A Sakál napja (The Day of the Jackal), Berthier rendőrfőnök
- 1974: Puha ágyak, kemény csaták (Soft Beds, Hard Battles); káplán
- 1975: Edward the Seventh; tévésorozat; Eduárd walesi herceg / VII. Eduárd király
- 1975: Hedda; Brack
- 1977: Joseph Andrews; Mr. Tow-Wouse
- 1977: Des Teufels Advokat; Anselmo atya
- 1978: News from Nowhere; William Morris
- 1978: 39 lépcsőfok (The Thirty Nine Steps); Porton
- 1979: Hová tűnt Agatha Christie? (Agatha); Mr. Kenward
- 1979: Bűn és bűnhődés (Crime and Punishment), tévésorozat; Porfirij Petrovics
- 1979: Churchill and the Generals; tévéfilm; Winston Churchill
- 1980: Meghökkentő mesék (Tales of the Unexpected), tévésorozat; a Szuperpempő (Royal Jelly) epizódban; Albert Taylor
- 1980: Csiszolatlan gyémánt (Rough Cut); Nigel Lawton
- 1980: Maszáda (Masada); tévé-minisorozat; Vespasianus császár
- 1982: Gyilkolni könnyű (Murder Is Easy); tévéfilm; Lord Gordon Easterfield
- 1982: Twist Olivér (Oliver Twist); Mr. Bumble
- 1984: The Last Bastion, tévé-minisorozat; Winston Churchill
- 1985: Egy marék rozs (Miss Marple: A Pocketful of Rye); Rex Fortescue
- 1985: Florence Nightingale, tévéfilm; William Russell
- 1987: Kiálts szabadságért (Cry Freedom); De Wet százados
- 1987: Breakthrough at Reykjavik, tévéfilm; Mihail Gorbacsov
- 1987: Ha egybekelünk (When We Are Married); Albert Parker tanácsos
- 1988: Perzselő szenvedélyek (Consuming Passions); Dr. Rees
- 1988: A Lenin-vonat ( Il treno di Lenin); tévéfilm; Parvus
- 1991: Bye Bye Columbus; tévéfilm; Martin Pinzón
- 1992: Csapdában (Framed); tévé-minisorozat; Jimmy McKinnes rendőr-főfelügyelő
- 1995: Hiroshima, tévéfilm; Winston Churchill miniszterelnök
- 1997: Rebecca – A Manderley-ház asszonya (tévé-minisorozat); Mr. Baker
- 1998: Örökkön-örökké (EverAfter); Ferenc francia király
- 1999: Jeanne d’Arc – Az orléans-i szűz (Joan of Arc); Cauchon püspök
- 2000: Kisvárosi gyilkosságok (Midsomer Murders), tévésorozat; Judgement Day c. epizód; Marcus Devere
- 2000: 102 kiskutya (102 Dalmatians); a bíró
- 2001: Gyilkos ösztön (Murder in Mind); tévésorozat; Dr. William Collins
- 2001: A negyedik angyal (The Fourth Angel); Jones
- 2001: Iris – Egy csodálatos női elme (Iris); Maurice, idősen
- 2002: Életképek egy panzióban (Villa des roses); Hugh Burrell
- 2002: Martin Luther, tévé-dokumentumfilm; Luther Márton
- 2003: Szindbád - A hét tenger legendája (Legend of the Seven Seas); Dymas
- 2003: Határok nélkül (Beyond Borders); Lawrence Bauford
- 2004: Az Alan Clark-naplók (The Alan Clark Diaries); tévésorozat; Sir Robert Armstrong
- 2004: Linley felügyelő nyomoz (Linley), tévésorozat; Andy Maiden
- 2004: Kísért a múlt (Waking the Dead), tévésorozat; Joe Doyle
- 2005: Szökés Colditz-ból (Colditz), tévé-minisorozat; Bunny Warren
- 2005: Pusztaház örökösei (Bleak House), tévé-minisorozat; Sir Leicester Dedlock
- 2007: Szoba kilátással (A Room with a View), tévéfilm; Eager tiszteletes
- 2007: Ki vagy, doki? (Doctor Who: Doctor Who: The Eighth Doctor Adventures), tévésorozat; Kai Tobias
- 2009: Végjáték (Endgame); P.W. Botha miniszterelnök
- 2010: Lewis – Az oxfordi nyomozó (Lewis), tévésorozat; Donald Terry
- 2010: Agatha Christie: Poirot, tévésorozat, Halloween Party c. rész; Cottrell tiszteletes
- 2010: A postamester (Going Postal), tévé-minisorozat; Ridcully
- 2011: Száműzetés (Exile), tévé-minisorozat; Metzler
- 2012: Titanic, tévé-minisorozat; Lord Pirrie
- 2012: Run for Your Wife, kocsmai vendég
- 2013: Coronation Street, tévésorozat; Eric Babbage
- 2014–2015: EastEnders, tévésorozat; Stan Carter
- 2017: Delirium; kollégiumi pénztárnok
- 2018: We the Kings; Victor
- 2019: Gentleman Jack, tévésorozat; Jeremy Lister
- 2019 Az ükhadsereg (Dad’s Army: The Lost Episodes); Charles Godfrey közkatona

## További információ
- Timothy West a PORT.hu-n (magyarul)
- Timothy West az Internetes Szinkronadatbázisban (magyarul)
- Timothy West az Internet Movie Database-ben (angolul)
- Timothy West a Rotten Tomatoeson (angolul)
- Timothy West az AlloCiné weboldalán (franciául)
- Timothy West Profile. Famousfix.com. (Hozzáférés: 2023. január 18.)
- Timothy West Timeline featuring movies and other hihglights. bing.com. (Hozzáférés: 2023. január 18.)